# Calin
Călin Panfili, noto semplicemente come Calin (Chișinău, 11 agosto 1997), è un cantante e rapper moldavo naturalizzato ceco.

## Biografia
Nato nella capitale moldava, Calin ha conseguito il suo primo ingresso sul podio della CZ Singles Digital nel 2018 con Perfect Week, singolo successore di Dopis, anch'esso classificatosi in top ten. Ha in seguito partecipato a Až na měsíc di Viktor Sheen, che gli permetterà di aumentare la propria notorietà a livello nazionale dopo aver trascorso oltre quattro anni in classifica sia in Repubblica Ceca che in Slovacchia.
L'album in studio Svědomí, trainato dalla hit numero uno Růže, è stato pubblicato nel novembre 2020 e ha ricevuto una risposta dal pubblico generale: ha infatti debuttato in 2ª posizione nella graduatoria LP ceca e ha raggiunto l'11º posto in quella slovacca.
L'anno seguente, oltre a incidere Podvod come colonna sonora del film Shoky & Morthy, ha ottenuto il suo primo singolo numero uno da solista in Cechia (3º in generale) attraverso Praha/Vídeň, incluso nel secondo disco Popstar. L'LP, premiato ai Ceny Anděl e certificato quadruplo platino dalla ČNS IFPI per le 40 000 unità equivalenti, ha esordito in vetta sia in Repubblica Ceca che in Slovacchia, mantenendo la medesima posizione per rispettivamente sedici e otto settimane non consecutive.

## Discografia

### Album in studio
- 2020 – Svědomí
- 2022 – Popstar
- 2023 – Roadtrip (con Viktor Sheen)
- 2024 – Bieber Fever
- 2024 – Bieber Fever Tour Life

### Album dal vivo
- 2024 – Live @ O2 Arena Praha (con Viktor Sheen)

### Singoli
- 2016 – Měsíční den
- 2016 – Blíž (con JVNZ e D.Kop)
- 2016 – 4.30am
- 2016 – Paradise (feat. Renne Dang)
- 2017 – Play Time
- 2017 – Med
- 2017 – Olivia
- 2018 – Přichází zima
- 2018 – Dopis (feat. Skinny Barber)
- 2018 – Perfect Week
- 2018 – Děvče v první řadě (feat. Ben Cristovao)
- 2019 – Ona chce tančit (con Viktor Sheen)
- 2019 – Růže (con Stein27)
- 2019 – Jizvy
- 2020 – Nemám dost (con Stein27 feat. Indigo & Kojo)
- 2020 – Krok co krok (con Kvítek)
- 2020 – Panama
- 2020 – Serotonin (feat. Ego)
- 2020 – Svědomí
- 2021 – Podvod
- 2021 – Uber Black
- 2021 – Praha/Vídeň
- 2021 – Končí léto
- 2021 – Tiká (con Kvítek)
- 2021 – Asgard (feat. Stein27, Ben Cristovao & Kojo)
- 2022 – Tancuj sama (con Carter)
- 2022 – Pod DRN (con Nik Tendo e Hasan)
- 2022 – Santé
- 2022 – Ali Bomaye (con Kojo e Luca Brassi10x)
- 2022 – Dilema (Over U)
- 2023 – Pretty Boy (con Kvítek)
- 2023 – No Security
- 2024 – Free Love (con Raphael)